# Liste des épisodes de Kuroko's Basket
 (mars 2025).
Cet article est un complément de l’article sur le manga Kuroko's Basket. Il contient la liste des épisodes de l'adaptation en série télévisée d'animation.

## Liste des épisodes

### Première saison (2012)
| No                      | Titre français                              | Titre japonais                   | Titre japonais               | Date de 1re diffusion |
| No                      | Titre français                              | Kanji                            | Rōmaji                       | Date de 1re diffusion |
| ----------------------- | ------------------------------------------- | -------------------------------- | ---------------------------- | --------------------- |
| 1                       | Je suis Kuroko                              | 黒子はボクです                   | Kuroko wa boku desu          | 7 avril 2012          |
| [Chapitre 1]            |                                             |                                  |                              |                       |
| 2                       | Je suis très sérieux                        | 本気です                         | Honki desu                   | 14 avril 2012         |
| [Chapitres 2-3]         |                                             |                                  |                              |                       |
| 3                       | C'est mieux si je ne peux pas gagner.       | 勝てねェぐらいがちょうどいい     | Katenee gurai ga choudo ii   | 21 avril 2012         |
| [Chapitres 4-5-6]       |                                             |                                  |                              |                       |
| 4                       | Prend garde à la contre-attaque !           | 逆襲よろしく！                   | Gyakushuu yoroshiku!         | 28 avril 2012         |
| [Chapitres 7-8-9]       |                                             |                                  |                              |                       |
| 5                       | Ton style de basket                         | おまえのバスケ                   | Omae no Basuke               | 5 mai 2012            |
| [Chapitres 10-11]       |                                             |                                  |                              |                       |
| 6                       | Laisse-moi te dire deux choses              | ２つ言っておくぜ                 | Futatsu Itteokuze            | 12 mai 2012           |
| [Chapitres 12-13-14]    |                                             |                                  |                              |                       |
| 7                       | Vous allez voir quelque chose d'incroyables | すごいもん見れるわよ             | Sugoi mon mireruwayo         | 19 mai 2012           |
| [Chapitres 15-16-17]    |                                             |                                  |                              |                       |
| 8                       | Maintenant que j'y pense                    | 今、私は考えている               | Ima, watashi wa kangaete iru | 26 mai 2012           |
| [Chapitres 18-19-20]    |                                             |                                  |                              |                       |
| 9                       | Pour gagner.                                | 勝つために                       | Katsu tame ni                | 2 juin 2012           |
| [Chapitres 21-22-23]    |                                             |                                  |                              |                       |
| 10                      | Je ne veux pas l'avoir                      | 困ります                         | Komarimasu                   | 9 juin 2012           |
| [Chapitres 24-25-26]    |                                             |                                  |                              |                       |
| 11                      | Il ne s'agit pas de ça !                    | そんなもんじゃねえだろ           | Sonna Mon Janee daro         | 16 juin 2012          |
| [Chapitres 27-28-29]    |                                             |                                  |                              |                       |
| 12                      | "La victoire", pour toi, c'est quoi ?       | 勝利』ってなんですか             | "Shōri" tte nan desu ka      | 23 juin 2012          |
| [Chapitres 30-31-32]    |                                             |                                  |                              |                       |
| 13                      | J'y croyais                                 | 信じてました                     | Shinjitemashita              | 30 juin 2012          |
| [Chapitres 33-34-35]    |                                             |                                  |                              |                       |
| 14                      | Comme deux gouttes d'eau                    | そっくりだね                     | Sokkuri dane                 | 7 juillet 2012        |
| [Chapitres 36-38-39]    |                                             |                                  |                              |                       |
| 15                      | Laisse-moi rire                             | 笑わせんなよ                     | Warawasennayo                | 14 juillet 2012       |
| [Chapitres 40-41-42]    |                                             |                                  |                              |                       |
| 16                      | Quand faut y aller...                       | やろ一か                         | Yarō ka                      | 21 juillet 2012       |
| [Chapitres 43-44-45]    |                                             |                                  |                              |                       |
| 17                      | Un ramassis de tarés                        | ふざけた奴ばっかりだ             | Fuzaketa Yatsu Bakkari da    | 28 juillet 2012       |
| [Chapitres 46-47-48]    |                                             |                                  |                              |                       |
| 18                      | Abandonner, ça jamais !                     | 嫌だ!!                           | Yada!!                       | 4 août 2012           |
| [Chapitres 49-50-51]    |                                             |                                  |                              |                       |
| 19                      | Vers de nouveaux défis                      | 新しい挑戦へ                     | Atarashī Chōsen he           | 11 août 2012          |
| [Chapitres 52-53-54]    |                                             |                                  |                              |                       |
| 20                      | On dit pas « je veux » !                    | なりたいじゃね一よ               | Naritai Janē yo              | 18 août 2012          |
| [Chapitres 55-56-57]    |                                             |                                  |                              |                       |
| 21                      | C'est parti !                               | 始めるわよ                       | Hajimeru wayo                | 25 août 2012          |
| [Chapitres 58-59-60]    |                                             |                                  |                              |                       |
| 22                      | Même si ça doit me prendre toute une vie    | 死んでも勝つっスけど             | Shindemo Katsussu Kedo       | 1er septembre 2012    |
| [Chapitres 61-62-63]    |                                             |                                  |                              |                       |
| 22.5                    | Tip Off                                     | 黒子のバスケ 第22.5Q 「Tip off」 | Kuroko no Basuke: Tip Off    | 22 février 2013       |
| [Chapitre 62.5]         |                                             |                                  |                              |                       |
| 23                      | Immature !                                  | 大人じゃねーよ!                  | Otona Janē yo                | 8 septembre 2012      |
| [Chapitres 64-65-66]    |                                             |                                  |                              |                       |
| 24                      | Arrêtez de vous faire des films !           | カン違いしてんじゃねーよ         | Kanchigai Shitenjanē yo      | 15 septembre 2012     |
| [Chapitres 67-68-69-70] |                                             |                                  |                              |                       |
| 25                      | Mon basket et le tien                       | オレとおまえのバスケ             | Ore to Omae no Basuke        | 22 septembre 2012     |
| [Chapitres 71-72-73]    |                                             |                                  |                              |                       |

### Deuxième saison (2013-2014)
| No                                  | Titre français                           | Titre japonais                     | Titre japonais                                                                                   | Date de 1re diffusion |
| No                                  | Titre français                           | Kanji                              | Rōmaji                                                                                           | Date de 1re diffusion |
| ----------------------------------- | ---------------------------------------- | ---------------------------------- | ------------------------------------------------------------------------------------------------ | --------------------- |
| 1                                   | Une rencontre inattendue                 | こんな所で会うとはな               | Kon'na Tokorode Au To Hana                                                                       | 6 octobre 2013        |
| [Chapitres 75-76-77]                |                                          |                                    |                                                                                                  |                       |
| 2                                   | Rendez-vous à la Winter Cup !            | ウインター カップで                | Uintaa Kappu De                                                                                  | 13 octobre 2013       |
| [Chapitres 78-79-80]                |                                          |                                    |                                                                                                  |                       |
| 3                                   | Renaissance !                            | 始動!!!                            | Shidou!!!                                                                                        | 20 octobre 2013       |
| [Chapitres 81-82-83]                |                                          |                                    |                                                                                                  |                       |
| 4                                   | Une seule réponse possible               | 答えは一つに決まっている           | Kotae wa Hitotsu ni Kimatteiru                                                                   | 27 octobre 2013       |
| [Chapitres 84-85-86]                |                                          |                                    |                                                                                                  |                       |
| 5                                   | On t'attendait                           | これは私が期待したものである       | Matteta ze                                                                                       | 3 novembre 2013       |
| [Chapitres 87-88-89]                |                                          |                                    |                                                                                                  |                       |
| 6                                   | Il y a un moment que je les ai dépassées | 私は長い間にそこになたを超えました | Tō no Mukashi ni Koeteiru                                                                        | 10 novembre 2013      |
| [Chapitres 90-91-92]                |                                          |                                    |                                                                                                  |                       |
| 7                                   | Abandonne !                              | あきらめろ                         | Akiramero                                                                                        | 17 novembre 2013      |
| [Chapitres 93-95-96]                |                                          |                                    |                                                                                                  |                       |
| 8                                   | Le Club de basket-ball du lycée Seirin ! | 誠凜高校バスケ部だ!                | Seirin Koukou Basuke-bu da!                                                                      | 24 novembre 2013      |
| [Chapitres 97-98-99]                |                                          |                                    |                                                                                                  |                       |
| 9                                   | Je vais te battre !                      | 必ず倒す!!                         | Kanarazu Taosu!!                                                                                 | 1er décembre 2013     |
| [Chapitres 100-101-102]             |                                          |                                    |                                                                                                  |                       |
| 10                                  | Confiance !                              | 信頼だ                             | Shinrai Da                                                                                       | 8 décembre 2013       |
| [Chapitres 103-104-105]             |                                          |                                    |                                                                                                  |                       |
| 11                                  | Ras-le-bol !                             | ふざけるな                         | Fuzakeruna                                                                                       | 15 décembre 2013      |
| [Chapitres 106-107-108]             |                                          |                                    |                                                                                                  |                       |
| 12                                  | On compte sur votre indulgence           | よろしゅうたのむわ                 | Yoroshuu Tanomu wa                                                                               | 22 décembre 2013      |
| [Chapitres 109-110-111]             |                                          |                                    |                                                                                                  |                       |
| 13                                  | Je te le jure                            | 今度はもう絶対に                   | Kondo wa Mou Zettai ni                                                                           | 5 janvier 2014        |
| [Chapitres 112-113-114-115]         |                                          |                                    |                                                                                                  |                       |
| 14                                  | Vains efforts                            | ムダな努力だ                       | Mudana Doryokuda                                                                                 | 12 janvier 2014       |
| [Chapitres 116-117-118-119-120]     |                                          |                                    |                                                                                                  |                       |
| 15                                  | Grisé                                    | 嬉しくてしょうがないと思います     | Ureshikute Shoganai to Omoimasu                                                                  | 18 janvier 2014       |
| [Chapitres 121-122-123-124-125-126] |                                          |                                    |                                                                                                  |                       |
| 16                                  | On va gagner ici et maintenant !         | 今勝つんだ！                       | Ima Katsunnda!                                                                                   | 25 janvier 2014       |
| [Chapitres 126-127-128-129-130]     |                                          |                                    |                                                                                                  |                       |
| 16.5                                | On remet ça ?                            | もう一回やりませんか               | Shuyesha san Chouetzu ! Izuku "Goku" dosen't "Doc" Bel Jr. ? Soy, San Pite, Yoan : C-17 van C-18 | 30 janvier 2014       |
| 17                                  | On croit tous en lui                     | 信じてますから                     | Shinjitemasukara                                                                                 | 1er février 2014      |
| [Chapitres 131-132-133-134-135]     |                                          |                                    |                                                                                                  |                       |
| 18                                  | Je perdrai pas                           | 負けるかよ                         | Makerukayo                                                                                       | 8 février 2014        |
| [Chapitres 136-137-138-139]         |                                          |                                    |                                                                                                  |                       |
| 19                                  | Apprends-moi                             | 教えてください                     | Oshietekudasai                                                                                   | 15 février 2014       |
| [Chapitres 140-141-142]             |                                          |                                    |                                                                                                  |                       |
| 20                                  | Comment voulez-vous que ce soit simple ? | 軽いものなはずないだろう           | Karui mono na Hazunaidarō                                                                        | 22 février 2014       |
| [Chapitres 143-144-145-146]         |                                          |                                    |                                                                                                  |                       |
| 21                                  | Nos premiers points !                    | 初得点！！                         | Hatsutokuten!!                                                                                   | 1er mars 2014         |
| [Chapitres 147-148-149-150]         |                                          |                                    |                                                                                                  |                       |
| 22                                  | Mon choix est fait !                     | 決まってらぁ                       | Kimatterā                                                                                        | 8 mars 2014           |
| [Chapitres 151-152-153-154-155]     |                                          |                                    |                                                                                                  |                       |
| 23                                  | Je refuse de perdre                      | 負けたくない！                     | Maketakunai!                                                                                     | 15 mars 2014          |
| [Chapitres 156-157-158-159-160]     |                                          |                                    |                                                                                                  |                       |
| 24                                  | J'en ai marre                            | もういいや                         | Mō ī ya                                                                                          | 22 mars 2014          |
| [Chapitres 161-162-163-164-165]     |                                          |                                    |                                                                                                  |                       |
| 25                                  | On va gagner !                           | 勝つ!                              | Katsu!                                                                                           | 29 mars 2014          |
| [Chapitres 166-167-168-169]         |                                          |                                    |                                                                                                  |                       |

### Troisième saison: Les alternatives (2015)
| No                                          | Titre français                    | Titre japonais           | Titre japonais                         | Date de 1re diffusion |
| No                                          | Titre français                    | Kanji                    | Rōmaji                                 | Date de 1re diffusion |
| ------------------------------------------- | --------------------------------- | ------------------------ | -------------------------------------- | --------------------- |
| 1                                           | Je joue à fond, c'est tout        | 全カでやってるだけなんで | Zen ryoku de yatteru dakenande         | 10 janvier 2015       |
| [Chapitres 169-170]                         |                                   |                          |                                        |                       |
| 2                                           | C'est à moi                       | オレのもんだ             | Ore no mon da                          | 17 janvier 2015       |
| [Chapitres 171-172]                         |                                   |                          |                                        |                       |
| 3                                           | Dégage de ma route !              | ジャマすんじゃねーよ     | Jama sun ja nee yo                     | 24 janvier 2015       |
| [Chapitres 172-173]                         |                                   |                          |                                        |                       |
| 4                                           | Je les prends !                   | もらっとくわ             | Morattokuwa                            | 31 janvier 2015       |
| [Chapitres 174-175-176]                     |                                   |                          |                                        |                       |
| 5                                           | Je n'en connais pas !             | オレは知らない           | Ore wa shiranai                        | 7 février 2015        |
| [Chapitres 177-178-179]                     |                                   |                          |                                        |                       |
| 6                                           | Je vous les offrirai !            | 差し出そう               | Sashidasou                             | 14 février 2015       |
| [Chapitres 180-181-182]                     |                                   |                          |                                        |                       |
| 7                                           | J'en rirais presque !             | 笑っちゃいますね         | Waracchaimasune                        | 21 février 2015       |
| [Chapitres 183-184-185]                     |                                   |                          |                                        |                       |
| 8                                           | La véritable lumière              | 真の光                   | Shin no hikari                         | 28 février 2015       |
| [Chapitres 186-187-188-189]                 |                                   |                          |                                        |                       |
| 9                                           | Ne nous sous-estimez-pas !        | ナメんじゃねぇ！！       | Namen janee                            | 7 mars 2015           |
| [Chapitres 190-191-192-193]                 |                                   |                          |                                        |                       |
| 10                                          | Pour la victoire !                | 勝つために               | Katsu tame ni                          | 14 mars 2015          |
| [Chapitres 194-195-196]                     |                                   |                          |                                        |                       |
| 11                                          | Cette fois sera la bonne !        | 今度こそ                 | Kondokoso                              | 21 mars 2015          |
| [Chapitres 197-198-199]                     |                                   |                          |                                        |                       |
| 12                                          | S'il y a un joueur ultime...      | 最高の選手です           | Saikō no senshu desu                   | 28 mars 2015          |
| [Chapitres 200-201-202-203]                 |                                   |                          |                                        |                       |
| 13                                          | Un jour de ciel bleu              | 青い空の日               | Aoi sora no hi                         | 4 avril 2015          |
| [Chapitres 204-205-206-207-208-209]         |                                   |                          |                                        |                       |
| 14                                          | Désolé...                         | ...ワリィ                | ...Waryi                               | 11 avril 2015         |
| [Chapitres 210-211-212-213-214-215-216-217] |                                   |                          |                                        |                       |
| 15                                          | C'est fini...                     | 私たちは、もはや         | Watashitachiha, mohaya                 | 18 avril 2015         |
| [Chapitres 217-218-219-220-221-222-223]     |                                   |                          |                                        |                       |
| 16                                          | Qu'est-ce que la victoire ?       | 勝利ってなんですか？     | Shōritte nan desu ka?                  | 25 avril 2015         |
| [Chapitres 223-224-225-226-227-228]         |                                   |                          |                                        |                       |
| 17                                          | L'ultime Tip-Off !                | ファイナル ティップ オフ | Fainaru tippu ofu                      | 2 mai 2015            |
| [Chapitres 229-230-231-232]                 |                                   |                          |                                        |                       |
| 18                                          | On ne peut pas rêver mieux, non ? | 最高じゃねーの？         | Saikō ja ne no?                        | 9 mai 2015            |
| [Chapitres 233-234-235-236-237-238]         |                                   |                          |                                        |                       |
| 19                                          | Il n'y aura pas de miracle        | 奇跡は起きない           | Kiseki wa okinai                       | 16 mai 2015           |
| [Chapitres 239-240-241-242-243-244-245]     |                                   |                          |                                        |                       |
| 20                                          | La volonté d'être une ombre       | 覚悟の重さ               | Kakugo no omo-sa                       | 23 mai 2015           |
| [Chapitres 246-247-248-249-250-251]         |                                   |                          |                                        |                       |
| 21                                          | Je suis au taquet, là !           | これでも必死だよ         | Kore demo hisshida yo                  | 30 mai 2015           |
| [Chapitres 252-253-254-255-256]             |                                   |                          |                                        |                       |
| 22                                          | Ceci est un avertissement         | 忠告だ                   | Chūkokuda                              | 6 juin 2015           |
| [Chapitres 257-258-259-260-261]             |                                   |                          |                                        |                       |
| 23                                          | Pourquoi ne pas laisser tomber ?  | 諦めませんか             | Akiramemasen ka                        | 13 juin 2015          |
| [Chapitres 262-263-264-265-266]             |                                   |                          |                                        |                       |
| 24                                          | C'était donc toi ?                | お前だったんじゃねーか   | Omaedattan janē ka                     | 20 juin 2015          |
| [Chapitres 267-268-279-270-271]             |                                   |                          |                                        |                       |
| 25                                          | Autant de fois que tu voudras     | 何度でも                 | Nandodemo, slangō, Shueisha's H'I, V'E | 30 juin 2015          |
| [Chapitres 272-273-274-275]                 |                                   |                          |                                        |                       |

| 26 | C'est le plus beau des cadeaux. | 最も美しい贈り物です | Mottomo utsukushī okurimonodesu | 24 décembre 2015 |
| -- | ------------------------------- | -------------------- | ------------------------------- | ---------------- |

| Film | Kuroko's Basket Last Game | 劇場版 黒子のバスケ | Gekijō-ban Kuroko no Basuke Rasuto Gēmu | 18 mars 2017 |
| ---- | ------------------------- | ------------------- | --------------------------------------- | ------------ |